# Ronald Inglehart
Ronald F. Inglehart (Milwaukee, 5 de setembro de 1934 — 8 de maio de 2021) foi um cientista político norte-americano que trabalhou na Universidade de Michigan. Ele foi diretor do World Values Survey, uma rede global de cientistas sociais que realizaram pesquisas nacionais representativas dos públicos de mais de 80 sociedades em todos os seis continentes habitados, contendo 85% da população mundial. Nos anos de 1970, ele desenvolveu a teoria sociológica de pós-materialismo.

## Escritos
Numerosos escritos de Ronald Inglehart têm sido extremamente influentes, e já foram traduzidos e publicados em alemão, italiano, espanhol, francês, sueco, português, russo, polaco, croata, japonês, coreano, chinês, vietnamita, persa, urdu e indonésio. Abaixo, breves descrições de algumas das suas obras mais influentes:

### “A Revolução Silenciosa” e “Mudança Cultural na Sociedade Industrial Avançada”
Em A Revolução Silenciosa [The Silent Revolution] (1977) Inglehart descobriu uma grande mudança, entre as gerações, nos valores das populações de sociedades industriais avançadas. Em seu livro 1989 Mudança Cultural na Sociedade Industrial Avançada (Culture Shift in Advanced Industrial Society) Inglehart utiliza um grande conjunto de dados, de séries temporais de pesquisa, em vinte e seis países, reunidas a partir de 1970 à 1988 para analisar as mudanças culturais que estão ocorrendo como as gerações mais jovens, que gradualmente substituem os mais velhos na população adulta. Estas alterações têm implicações de grande alcance político, e parecem estar transformando as taxas de crescimento econômico das sociedades (bem como são provocadas por este crescimento econômico e pelas correlatas alterações tecnológicas) e do tipo de desenvolvimento econômico que é perseguido. As mudanças econômicas, tecnológicas e sociopolíticas foram transformando as culturas de sociedades industriais avançadas durante as últimas décadas. Inglehart examina mudanças nas crenças religiosas, motivação laboral, conflito político, atitudes em relação às crianças e famílias, e atitudes para com divórcio , aborto e homossexualidade.

### Modernização e pós-modernização
Em Modernização e pós-modernização [Modernization and Postmodernization] (1997) Inglehart argumenta que o desenvolvimento econômico, mudança cultural, e mudança política caminham juntos e coerentemente e, em certa medida, têm padrões previsíveis. Inglehart teorizou que a industrialização leva a mudanças relacionadas, tais como a mobilizações massivas (na esfera política, por exemplo), e à diferenças decrescentes nos papéis de gênero. Mudanças na visão de mundo (na cosmovisão de cada sociedade) parecem refletir as mudanças no ambiente econômico e político, mas ocorrem com um intervalo de tempo geracional. A sociedade industrial avançada leva a uma mudança básica de valores, a ênfase em uma racionalidade instrumental e valores seculares. Valores pós-modernos, subsequentes aos valores seculares e racionais de uma sociedade industrial, trazem novas mudanças na sociedade, incluindo instituições políticas democráticas e da queda dos regimes socialistas de estado.

### A maré Ascendente: Igualdade de Gênero e Mudança Cultural ao Redor do Mundo
Escrito a quatro mãos com Pippa Norris, The Rising Tide: Gender Equality and Culture Change Around the Word (em livre tradução, A Maré Ascendente: Igualdade de Gênero e Mudança Cultural ao Redor do Mundo) (New York e Cambridge: Cambridge University Press, 2003) analisa como o século XX deu lugar a profundas mudanças nos papéis sexuais tradicionais. Este estudo revela como a modernização mudou as atitudes culturais em prol da igualdade de gênero e analisa as consequências políticas. Ele compara sistematicamente atitudes, ao redor do mundo, em relação à igualdade de gênero, comparando perto de 70 países, dos ricos aos pobres, agrários, industriais e pós-industriais (por pós-industrial Inglehart entende uma economia baseada em serviços). Este volume é uma leitura essencial para obter uma melhor compreensão das questões em política comparada, opinião pública, comportamento político, desenvolvimento e sociologia.

### O Sagrado e o Secular: Religião e Política em todo o mundo
Livro de 2004, de Inglehart a quatro mãos com Pippa Norris, ‘Sacred and Secular: Religion and Politcs in Wordwide’ (O Sagrado e o Secular: Religião e Política em Todo o Mundo) reexamina a tese da secularização. Este livro baseia-se em uma base de novas evidências geradas pelas quatro ondas de pesquisa/coleta de dados do World Values Survey executado em 1981-2001 em oitenta sociedades, cobrindo a maioria dos grandes religiões do mundo. Examinando a religiosidade de uma perspectiva mais ampla e em uma extensa gama de países, mais que se fizera antes, este livro argumenta que a religiosidade persiste mais fortemente entre as populações vulneráveis, especialmente aqueles em países mais pobres e em estados fracassados, onde a expectativa de sobrevivência pessoal é vista como mais sujeita a incerteza. A exposição física, social e pessoal à incertezas e riscos implica maior unidade religiosa. Por outro lado, uma erosão sistemática das práticas religiosas tradicionais, valores e crenças pode ter ocorrido entre os estratos mais prósperos dos países ricos. Mas, ao mesmo tempo, uma proporção crescente da população em países ricos e pobres dedica tempo a pensar sobre o significado e o propósito da vida (as necessidades espirituais não desaparecem, apenas são executadas ora em religiões institucionalmente mais centralizadas, ora organizadas de modo a refletir opções mais individualizadas e descentralizadas). Argumenta-se que nos países desenvolvidos as igrejas estabelecidas estão perdendo sua capacidade de dizer às pessoas como viver suas vidas, mas preocupações espirituais, amplamente definida, pode estar se tornando cada vez mais importante.

### Modernização, Mudança Cultural e Democracia
‘Modernization, Cultural Change and Democracy’ (Nova York e Cambridge: Cambridge University Press, 2005), [no Brasil ‘Modernização, Mudança Cultural e Democracia’: Editora Francis & Verbena Editora, 2009] livro escrito em colaboração com Christian Welzel, demonstra que os valores e crenças básicas das pessoas estão mudando, de formas a afetar seu comportamento político, sexual, econômico e religioso. Estas alterações são aproximadamente previsíveis porque podem ser interpretados com base em uma versão revista da teoria da modernização (esta versão revista é neste livro apresentada). Baseando-se em evidências de sociedades que contêm 85% da população mundial, os autores argumentam que a modernização é um processo de desenvolvimento humano em direção a valores humanísticos, em que o desenvolvimento econômico provoca mudanças culturais que tornam autonomia individual, a igualdade de gênero e democracia cada vez mais provável. Tais mudanças são provocadas, especialmente (mas não só), por valores de autoexpressão associados à sociedades pós-industriais.

### Comunicações Cosmopolitas
Em seu livro mais recente de Inglehart, escrito com Pippa Norris, Cosmopolitan Comunications: Cultural Diversity in a Globalized World [em livre tradução, Comunicações Cosmopolitas: Diversidade Cultural em um Mundo Globalizado] (Nova York e Cambridge: Cambridge University Press, 2009) argumenta-se que as sociedades ao redor do mundo têm experimentado uma enxurrada de informações de diversos canais, originários de comunidades locais e de além das fronteiras nacionais, transmitida através da rápida expansão das comunicações cosmopolitas. Por mais de meio século, as interpretações convencionais (conforme Norris e Inglehart defendem) têm geralmente exagerado as ameaças potenciais decorrentes do presente processo. Este livro desenvolve um novo quadro teórico para a compreensão de comunicações transnacionais (como sendo ‘cosmopolitas’) e usá-lo para identificar as condições em que as comunicações globais são mais suscetíveis de pôr em perigo a diversidade cultural. Os autores analisam as evidências empíricas de tanto a nível social e individual, examinando as perspectivas e crenças das pessoas em uma ampla gama de sociedades. O estudo se baseia em dados levantados pelo World Values Survey, cobrindo 90 sociedades em todas as principais regiões em todo o mundo 1981-2007. A conclusão considera as implicações de suas descobertas para as políticas culturais.